# Ревской, Юрий Константинович
Юрий Константинович Ревской (1930—1994) — советский учёный-медик, отоларинголог, организатор здравоохранения и медицинской науки, доктор медицинских наук (1974), профессор (1976), генерал-майор медицинской службы (1986). Главный отоларинголог Министерства обороны СССР (1981—1990). Лауреат Государственной премии СССР (1988).

## Биография
Родился 18 марта 1930 года в городе Казань.
С 1948 по 1953 годы обучался в Военно-медицинской академии имени С. М. Кирова, которую окончил с золотой медалью. С 1953 по 1961 годы — военный врач на кораблях и военных частях Военно-морского флота СССР.
С 1961 по 1964 годы обучался в адъюнктуре по кафедре оториноларингологии Военно-медицинской академии имени С. М. Кирова, ученик профессоров К. Л. Хилова и В. И. Воячека. С 1964 по 1967 годы — младший преподаватель, с 1967 по 1974 годы — преподаватель, с 1974 по 1976 годы — старший преподаватель, с 1976 по 1981 годы — заместитель начальника кафедры оториноларингологии, с 1981 по 1990 годы — начальник кафедры оториноларингологии Военно-медицинской академии имени С. М. Кирова.
Одновременно с педагогической деятельностью в Военно-медицинской академии, с 1968 по 1981 годы Ю. К. Ревской — главный отоларинголог Военно-морского флота СССР и с 1981 по 1990 годы — главный отоларинголог Министерства обороны СССР.
В 1964 году Ю. К. Ревской защитил кандидатскую диссертацию на соискание учёной степени — кандидат медицинских наук по теме: «Аэросинуиты у летчиков высотной авиации», в 1974 году — доктор медицинских наук по теме: «Ринохирургия опухолей гипофиза и гипофизарной области». В 1976 году Ю. К. Ревской было присвоено учёное звание — профессора. В 1986 году Постановлением Совета Министров СССР Ю. К. Ревскому было присвоено воинское звание — генерал-майор медицинской службы.
Основная педагогическая и научно-методическая деятельность Ю. К. Ревского была связана с вопросами в области общего и военного эндопротезирования, разработки и внедрения оперативных методик лечения опухолей гипофиза, лечения заболеваний и ранений органов связанных с отоларингологией. Являлся автором свыше 192 научных трудов, в том числе четырёх монографий, являлся автором  шести патентов на изобретения, под его руководством было подготовлено 15 докторов и кандидатов наук.
В 1988 году Постановлением ЦК КПСС и Совета Министров СССР «За разработку и внедрение в практику военной и общей оториноларингологии эндоларингеального протезирования» Ю. К. Ревской был удостоен — Государственной премии СССР.

## Основные труды
- Баротравма лор-органов: (Патогенез, диагностика, лечение) / Воен.-мед. акад. им. С.М. Кирова. - Ленинград: 1977 г. — 19 с.

- Военная ЛОР экспертиза / Ю. К. Раевской, В. В. Дискаленко. - Ленинград : ВМА, 1985 г. — 35 с.

- Берегите слух / Ю. К. Ревской; Воен.-мед. музей М-ва обороны СССР. - Л.:  1986 г. — 12 с.

- Аллергические заболевания ЛОР органов / Ю. К. Ревской; Воен.-мед. акад. им. С. М. Кирова. - Л. : ВМА, 1990 г. — 36 с.

## Награды

### Звания
- Государственная премия СССР (1988)